# Древние берингийцы
Древние берингийцы (англ. Ancient Beringian) — название, данное археогенетическому роду, основанному на геномах, выделенных из останков двух младенцев, живших примерно 11 500 лет назад. Останки были найдены на археологической площадке река Восходящего Солнца в долине Танана на Аляске. У образцов USR1 и USR2 возрастом 11,5 тыс. л. н. определены митохондриальные гаплогруппы С1b и В2 соответственно.
Археогенетические исследования показали, что род «древних берингийцев», к которому принадлежали останки этих младенцев, отделился от предков всех американских индейцев (англ. Ancestral Native American) примерно 20 - 18 тыс. лет назад.  Предковая популяция всех американских индейцев была сформирована между 25 и 20 тысячами лет назад, отделившись от восточно-азиатских народов Сибири около 36 тыс. лет назад (англ. Ancient North Eurasian), что согласуется с моделью заселения Америки через Берингию в течение максимума последнего оледенения. Исследования также подтверждают, что предковое население Берингии (англ. Ancestral Native American) до 17,5 тыс. лет назад было изолировано на Аляске Лаврентийским и береговым ледниковыми щитами, так как базальная ветвь предков северных американских индейцев и ветви предков всех остальных индейских народов, заселивших Северную и Южную Америки, разошлись между 17,5 и 14,6 тыс. лет назад, и это произошло южнее ледниковых щитов Северной Америки.
Согласно результатам исследований 2018 года, древние берингийцы позднее были ассимилированы в ходе обратной миграции северных коренных американцев (англ. North Native American) на Аляску. Современные атабаски возникли 2500 лет назад в результате смешения северных коренных американцев с палеосибирским (ранним палеоэскимосским) родом.